# Blackjack (Knoten)
Der Blackjack ist eine selbstgeknüpfte Schlagwaffe des 18. und 19. Jahrhunderts.

## Verwendung
Diese wurde von Seeleuten mit an Land genommen, um bei aufkommendem Ärger in Hafenkneipen gerüstet zu sein. Besonders unter amerikanischen und englischen Seeleuten erfreute sich diese Waffe großer Beliebtheit. Er war unter Seefahrern dieser Nationen auch als „Life-Preserver“, „Cosh“ oder „Colt“ bekannt.

## Beschaffenheit
Der Blackjack bestand in einem flexiblen Griff aus Tauwerk, an dem am anderen Ende ein Gewicht eingearbeitet war. Gängige Varianten erreichten Längen bis zu 40 cm. Dadurch wurde der Blackjack zu einer ernstzunehmenden Schlagwaffe, ähnlich dem Totschläger.
Von der Beliebtheit und der Wirksamkeit dieser Knüpfarbeit, die oft während der Flautezeiten auf den Segelschiffen hergestellt wurde, gibt es verschiedene Berichte. Sehr eindrücklich ist ein Bericht, der von Richard Wossidlo wiedergegeben wird:

„As Seelüd eenmal den Stadtkommandanten in Wismar sinen Burschen vertobakt hadden, geew de dat fri. De Soldaten künnen de Matrosen vertimmern. Dor keem’ne bannige Slägerie in’n Gang mit Gummislauch un all so wat. Mien Unkel hadd ’ne Kugel anne Snuur, de hadd he ut Amerika mitbröcht. De Soldaten hebben so väl Släg krägen, de sünd ut Angst ut’t Finster rutgahn.“

„(Frei übersetzt auf Hochdeutsch)
Als Seeleute den Burschen des Stadtkommandanten in Wismar verprügelt hatten, stellte er es ihnen frei. Die Soldaten könnten die Matrosen verprügeln. Da kam eine ordentliche Schlägerei in Gang, mit Gummischläuchen und all solchen Sachen. Mein Onkel hatte eine Kugel an der Schnur, die er aus Amerika mitgebracht hatte. Die Soldaten haben so viele Schläge bekommen, dass sie aus Angst aus dem Fenster raussprangen.“

## Alternative

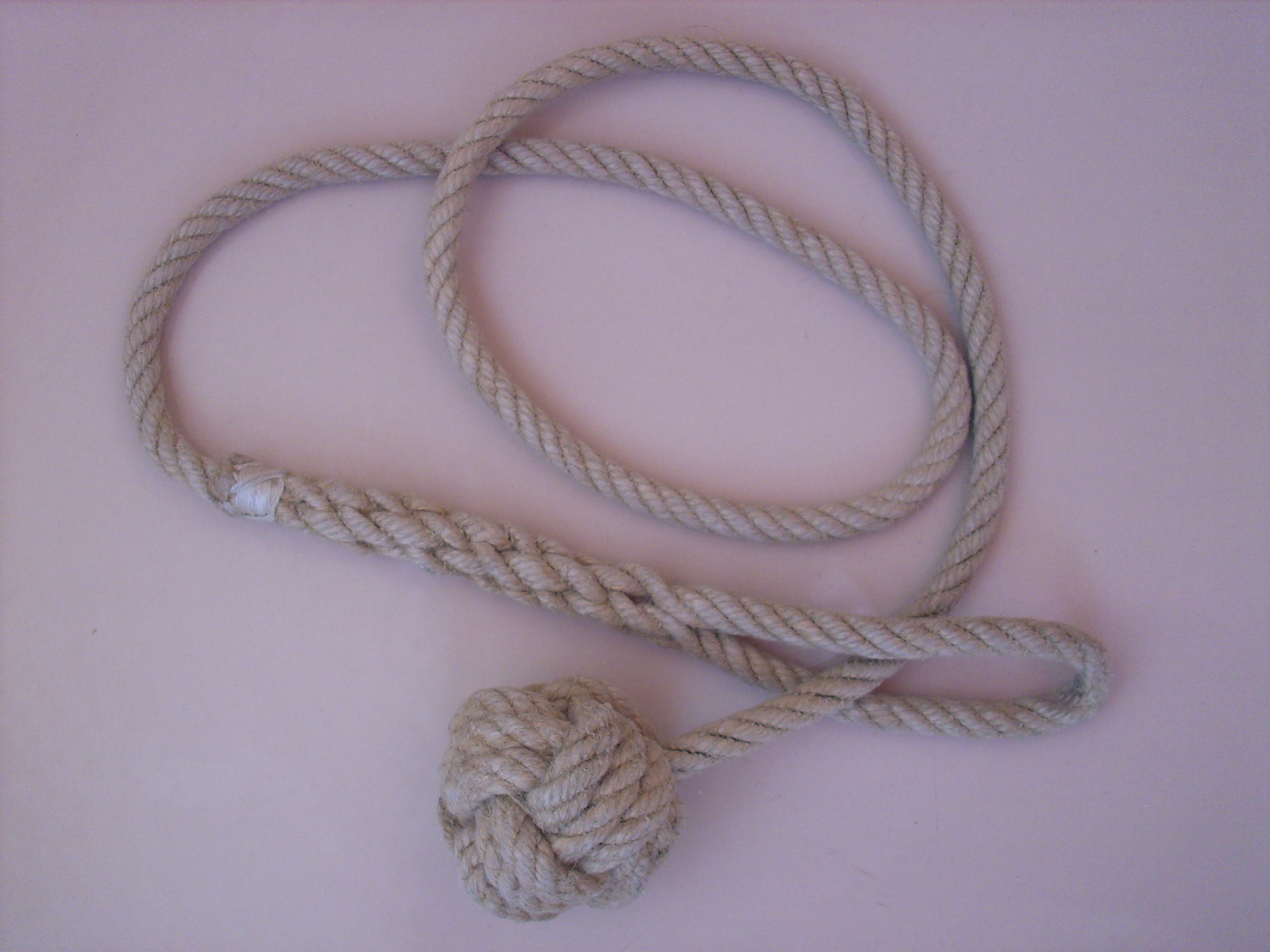
Die beschwerte Affenfaust kann auch als Schlagwaffe verwendet werden

Alternativ könnte es sich bei der im Text besagten „Kugel an der Schnur“ auch um die Affenfaust gehandelt haben. Im Kern befindet sich ebenfalls eine Kugel oder sonstige Beschwerung. Diese Affenfaust an einer „Seilverlängerung“ ist eine gefährliche Schlagwaffe mit  Peitscheneffekt.